# 四不青年
「四不青年」（よんふせいねん）は、中華人民共和国のインターネットスラングで、「不戀愛」（恋愛しない）、「不結婚」（結婚しない）、「不買樓」（家を買わない）、「不生子」（子どもを作らない）である青年たちのこと。

## 概要
2023年3月以降、中国本土のインターネットでは「四不青年」という言葉が流行していった。アナリストらは、2022年の新型コロナウイルス感染症の影響で、中国の結婚率が37年ぶりの低水準に低下し、また、若者の失業率が2割を超えたことなどが、この言葉の人気に貢献したと考えている。中国共産主義青年団の広州市委員会が、大学生や勤労青少年1万5000人を対象に実施した調査では、1割ほどが「四不青年」の条件に符合しており、この結果は社会的な懸念を引き起こした。
「四不青年」と似た、若者の生活状況を表すもうひとつのインターネットスラングは「巻躺潤献」（卷躺润献）である。この言葉は、人気のある4つの文字を組み合わせたものです。「巻」は内巻化、「躺」は「躺平」すなわち「寝そべり族」、「潤」は潤学（国を逃れて留学すること）、「献」は、心中の鬱憤を晴らすため、無差別に他人を攻撃することを指している。
劉元春は、「青少者の失業問題は、単に周期的な問題であるだけでなく、体系的な問題でも、傾向の問題でもある。若者の失業問題は今後10年間続く可能性があり、短期的にはさらに激化すると我々は判断している」と警告した。この用語が適切に扱われない場合、経済分野以外の他の社会問題を引き起こし、さらには政治問題の引き金になる可能性がある」と警告している。
その後、中国のインターネット上では、「四不青年」をさらに広げた「十不青年」という言葉も広がるようになった。